# النقل في الفلبين

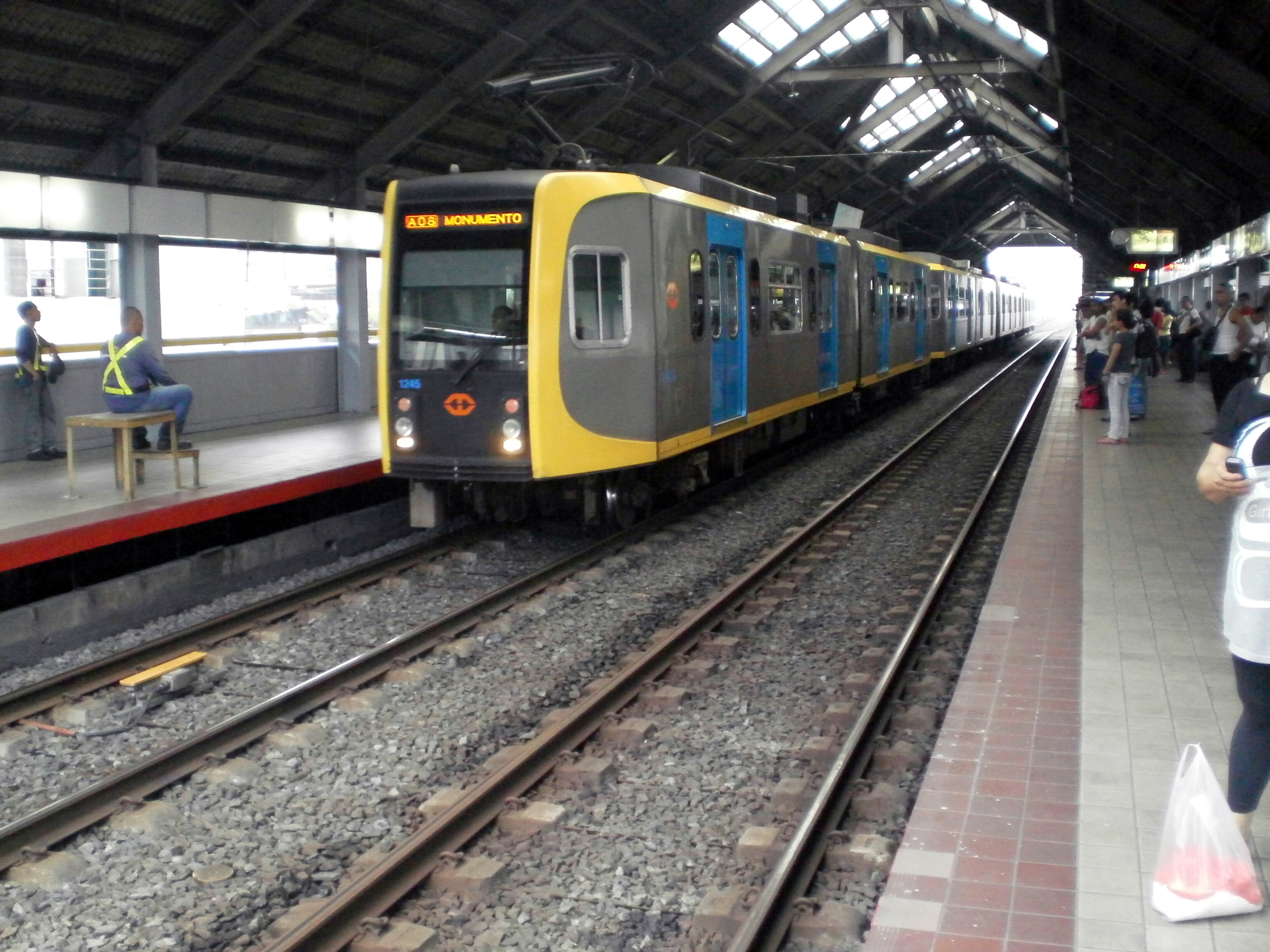

يُعدّ النقل في الفلبين غير متطور نسبيًا ويُعزى ذلك إلى التضاريس الجبلية الوعرة للدولة الأرخبيلية وإنفاق الحكومة الضعيف على البنية التحتية. بيد أنه في الأعوام الأخيرة، حسّنت حكومة الفلبين النقل بإقامة مشاريع البنية التحتية المختلفة.
تُعد مركبة جيبني أحد المواصلات العمومية المنتشرة والمشهورة في الفلبين، والتي أصبحت رمزًا للثقافة الفلبينية. تُعتبر الدراجات الآلية ثلاثية العجلات أسلوبًا شائعًا آخر لوسائل النقل العام في البلاد، وخاصة في المناطق الحضرية والريفية الأصغر. يوجد في الفلبين أربعة خطوط للسكك الحديدية: خط حاضرة مانيلا 1 لشبكات النقل السككي الخفيف، وخط حاضرة مانيلا 2 لشبكات النقل السككي الخفيف، وخط حاضرة مانيلا 3 لشبكات النقل السككي الخفيف، وخط حاضرة ركاب السكك الحديدية الفلبينية الوطنية الذي تديره شركة السكك الحديدية الوطنية الفلبينية. يوجد أيضًا محركات بخارية في بيسايا والتي تشغل معامل السكر كما في أزيوكاريرا الوسطى. تُعد سيارات الأجرة والحافلات من وسائل النقل العام المهمة في المناطق الحضرية.
يوجد في الفلبين 12 مطارًا دوليًا، ويوجد بها أكثر من 20 مطار محلي كبير وصغير يقدم الخدمة للبلاد. يُعد مطار نينوي أكوينو الدولي المعبر الدولي الرئيسي إلى الفلبين.

## النقل البري
الطرق
تمتلك الفلبين 216,612 كيلومترًا (134,569 ميلًا) من الطرق، 83% منها مُعبّدَة و17% غير معبدة. منذ عام 2014، تألفت شبكة الطرق في الفلبين من:
- الطرق الوطنية – 32,227 كم (20,025 ميل)
- الطرق الإقليمية – 31,620 كم (19,650 ميل)
- طرق المحافظات والبلديات – 31,063 كيلومتر (19,302 ميل)
- طرق البرنجيه – 121,702 كم (75,622 ميل)

في عام 1940، كان هناك ما مجموعه 22,970 كيلومترًا (14270 ميلًا) من الطرق في جميع أنحاء البلاد، نصفها في وسط لوزون وجنوبها. تتسع الطرق لخدمة 50,000 مركبة.
يستند تصنيف الطرق في المقام الأول إلى المسؤوليات الإدارية (باستثناء البرنجية)، أي الطرق التي بُنيت ومُولت على الصعيد الحكومي. معظم الطرق البرنجية غير مُعبدة وموصلة إلى القرى، شيدت إدارة الأشغال العامة والطرق السريعة هذه الطرق في الماضي، بينما تقع مسؤولية صيانتها على عاتق وحدات الحكم المحلي. تندرج الطرق المؤدية من المزارع إلى الأسواق ضمن هذه الفئة، وتمول وزارتي الإصلاح الزراعي والزراعة عددًا قليل منها.

### الطرق السريعة
تشمل الطرق السريعة في الفلبين الطرق الوطنية التي يمكن تصنيفها إلى ثلاثة أنواع: الطرق الوطنية الأولية، والطرق الوطنية الثانوية، والطرق الوطنية الثالثة.
يُعد الطريق السريع العابر للدولة الفلبينية شبكة من الطرق والجسور وخدمات العبارات التي يبلغ مجموع أطوالها 3,517 كيلومترًا (22,185 ميلًا) وتربط جزر لوزون وسامار وليتي ومينداناو، وتُعتبر عماد النقل الرئيسي في الفلبين. تقع المحطة الشمالية للطريق السريع في لاواغ، أما المحطة الطرفية الجنوبية فتقع في مدينة زامبوانجا.
يُعد شارع إبيفانيو دي لوس سانتوس أحد الطرق السريعة الأكثر شهرة في الفلبين، يخدم الطريق السريع منطقة العاصمة الوطنية في الفلبين، ويُعتبر أحد الطرق الرئيسية في العاصمة. يمر الشارع بستة مستوطنات من بين 17 مستوطنة في المنطقة، وهي مدن كالوكان وكويزون وماندالويونغ وسان خوان ديل مونتي وماكاتي وباساي. يُعد شارع إبيفانيو دي لوس سانتوس أطول طريق سريع في العاصمة ويتسع لمتوسط 2.34 مليون مركبة. يُعد طريق كومنولث أحد الطرق السريعة الرئيسية في العاصمة وهو يخدم منطقة مدينة كويزون ويبلغ طوله 12.4 كيلومترًا (7.7 ميلًا). تقع الطرق الرئيسية الأخرى في حاضرة مانيلا الكبرى وهي جزء من شبكة الطرق السريعة الفلبينية التي تضم شارع إسبانا وشارع كويزون وشارع تافت وطريق ألابانغ-زابوت.
خارج حاضرة مانيلا، يربط طريق ماك آرثر السريع حاضرة مانيلا الكبرى بالمقاطعات في وسط لوزون وشمالها. يتألف الطريق من طريقي إن 1 (من كالوكان إلى غويغوينتو) وإن 2 (من غويغوينتو شمالًا إلى لاواغ) ضمن شبكة الطرق السريعة الفلبينية والطريق الشعاعي التاسع (آر 9) من شبكة الطرق الرئيسية في حاضرة مانيلا. يُعد طريقي كينون وأسبيراس باليسبس السريعين من الطرق الرئيسية المؤدية من مدينة باغويو وإليها. تتألف الطرق الرئيسية التابعة لمنطقة كالابارزون من طريق أغوينالدو السريع وطريق خوسي بّي. لوريل السريع وطريق مانيلا الجنوبى وطريق كالامبا-باغسانجان (جزء من طريق مانيلا الشرقي). يربط طريق أندايا السريع (إن 68) مقاطعة كويزون بمنطقة بيكول. يقع شارع كولون في مدينة سيبو، ويُعد أقدم طريق رئيسي في البلاد. تتألف شبكة الطرق السريعة الرئيسية في مينداناو من طريق ساير السريع وطريق بوتوان-كاغايان دي أورو-إيليغان وطريق سوريغاو -دافاو الساحلي وطريق دافاو- كوتاباتو وطريق ماريا كلارا لوبريغات السريع.
يربط طريق الجمهورية البحري السريع عددًا من شبكات الطرق في الجزر عبر سلسلة من عبّارات الدحرجة، بعضها صغير يغطي مسافات قصيرة وبعض السفن الكبيرة التي قد تسافر عدة ساعات أو أكثر.

### طرق الأوتوستراد
يوجد في الفلبين العديد من طرق الأوتوستراد التي يقع معظمها في جزيرة لوزون الرئيسية في البلاد. يُعد أوتوستراد لوزون الشمالي أول شبكة طرق أوتوستراد في البلاد والمعروف سابقًا بطريق التحويل الشمالي بالإضافة إلى أوتوستراد لوزون الجنوبي، المعروف سابقًا بطريق ساوث سوبر السريع. بُني كل منهما في سبعينيات القرن العشرين، أثناء فترة رئاسة فرديناند ماركوس.
يُعد أوتوستراد لوزون الشمالي طريقًا ذو 4 إلى 8 مسالك ومدخل محدود يربط حاضرة مانيلا الكبرى بالمقاطعات في منطقة لوزون الوسطى. يبدأ الأوتوستراد بمدينة كويزون عند تقاطع كلوفرليف مع شارع إبيفانيو دي لوس سانتوس. ثم يمر بعدد من المدن والبلديات في محافظتي بولاكان وبامبانغا. ينتهي الأوتوستراد في مابالاكات ويندمج مع طريق ماك آرثر السريع، الذي يستمر شمالًا باتجاه باقي لوزون الوسطى والشمالية.
يُعد أوتوستراد لوزون الجنوبي أحد طرق الأوتوستراد الهامة في البلاد، إذ يخدم الجزء الجنوبي من لوزون. وهو عبارة عن شبكة من طريقي أوتوستراد يربطان حاضرة مانيلا الكبرى بمقاطعات المنطقة الرابعة - إيه في الجزء الجنوبي من لوزون. يبدأ من مقاطعة باكو بمانيلا ثم يمر بمانيلا وماكاتي وباساي وباراناك وتاغويغ ومونتنلوبا في حاضرة مانيلا وسان بيدرو وبينان في لاغونا وكارمونا في كاويته عائدًا مرة أخرى إلى بينان وسانتا روزا وكابوياو وكالامبا في مقاطعة لاغونا ومنتهيًا في سانتو توماس في مقاطعة باتانغاس.
يُعد أوتوستراد سوبيك-كلارك-تارلاك طريقًا آخر يخدم منطقة لوزون المركزية، ويتصل بأوتوستراد لوزون الشمالي عبر تقاطع مابالاكات. تقع محطته الجنوبية في منطقة فريبورت في خليج سوبيك، ويمر عبر منطقة كلارك فريبورت وينتهي شمالًا في براجي، أموكاو في مدينة تارلاك. بدأ البناء على الأوتوستراد في أبريل 2005، وافتُتح لعامة الشعب بعد ثلاثة أعوام.
تعمل الحكومة الفلبينية والقطاعات الخاصة الأخرى على طرح المزيد من الخطط والمقترحات لبناء طرق أوتوستراد جديدة من خلال شراكة القطاعين العام والخاص.